# Lucas van Alphen
Lucas van Alphen (Heerenveen, 6 juni 1991) is een Nederlandse voormalig langebaanschaatser die gespecialiseerd was in de 1000 en 1500 meter, maar ook deelnam met allrounden.
Hij schaatste tot 2010 in het KNSB Jong Oranje Team. Nadat hij het team moest verlaten, vanwege zijn leeftijd, keerde hij terug naar het Gewest Friesland en later ging hij voor Team New Balance rijden. In 2015 maakte hij de overstap naar Team JustLease.nl. Vervolgens was hij 2 jaar lid van team Plantina allround (2016 - 2018).Van Alphen is lid van de Gooise Hardrijders Vereniging.
Aan het einde van het seizoen 2017/2018 stopte Van Alphen met professioneel wedstrijdschaatsen.

## Biografie
Van Alphen was al op jonge leeftijd een talentvolle junior. Zijn doorbraak als junior kwam echter pas in 2008, toen hij bij het NK sprint voor junioren het brons behaalde. Een jaar later zette hij deze lijn voort door bij het NK afstanden voor junioren sterk te presteren. Mede door deze prestaties werd hij geselecteerd voor het WK junioren in Zakopane. Op dit toernooi reed hij vrij anoniem op de 1500m en 3000m maar werd wel wereldkampioen op het onderdeel ploegenachtervolging, samen met ploeggenoten Koen Verweij, Pim Cazemier en Demian Roelofs. Het jaar erop werd een deceptie. Mede door blessures presteerde hij bij het WK junioren in Moskou ondermaats, met een 13e plaats op de 1500m. Hij moest vanwege zijn leeftijd ook zijn plaats in Jong Oranje inleveren. Zijn debuut bij de senioren kwam bij het NK allround 2011 in Thialf. Hij sloot dit toernooi af met een 19e plaats.
Op de Nederlandse kampioenschappen schaatsen allround 2013 won Van Alphen de 500 meter, de openingsafstand. Omdat hij zich terugtrok voor de 10.000 meter werd hij negende in het eindklassement. Het laatste schaatsseizoen van Van Alphen was zijn beste seizoen. Hij plaatste zich voor de World Cup-wedstrijden op de 1500 meter door als vierde te eindigen op de NK Afstanden 2018. Op het NK Sprint stevende hij op een podiumplaats af, maar doordat hij gehinderd werd door zijn tegenstander op de laatste afstand (de 1000 meter) liep hij een top drie klassering mis.

## Persoonlijke records
| Afstand      | Tijd     | Datum            | Baan           |
| ------------ | -------- | ---------------- | -------------- |
| 500 meter    | 35,26    | 28 januari 2018  | Heerenveen     |
| 1000 meter   | 1.08,63  | 25 november 2017 | Calgary        |
| 1500 meter   | 1.44,23  | 10 december 2017 | Salt Lake City |
| 3000 meter   | 3.43,13  | 11 oktober 2014  | Inzell         |
| 5000 meter   | 6.38,87  | 6 oktober 2012   | Inzell         |
| 10.000 meter | 14.21,53 | 5 februari 2012  | Heerenveen     |

## Resultaten
| Jaar | NK Afstanden                 | NK Allround            | NK Sprint                | WK Junioren                                      |
| ---- | ---------------------------- | ---------------------- | ------------------------ | ------------------------------------------------ |
| 2009 |                              |                        |                          | 17e 500m · 13e 1000m · 10e 1500m · achtervolging |
| 2010 |                              |                        |                          | 16e 500m · 13e 1500m · achtervolging             |
| 2011 |                              | NC19 (8e, 22e, 13e, -) |                          |                                                  |
| 2012 | 15e 1000m 21e 1500m          | 9e · (, 12e, 9e, 11e)  | 14e (17e, 14e, 15e, 13e) |                                                  |
| 2013 | 11e 500m 9e 1000m 6e 1500m   | NC9 · (, 13e, 5e, -)   | 10e (12e, 8e, 13e, 8e)   |                                                  |
| 2014 | 19e 500m 20e 1000m 23e 1500m | 5e · (, 12e, 6e, 6e)   |                          |                                                  |
| 2015 | 12e 1000m 20e 1500m          | NC15 · (, 21e, 11e, -) | 17e (21e, 10e, 16e, 12e) |                                                  |
| 2016 | 9e 1000m 6e 1500m            |                        | 10e (16e, 9e, 11e, 7e)   |                                                  |
| 2017 | 16e 500m 13e 1000m 6e 1500m  |                        | 9e · (12e, , 14e, 4e)    |                                                  |
| 2018 | 8e 1000m 4e 1500m            |                        | 9e · (4e, , 4e, 20e)     |                                                  |

### Medaillespiegel
| Kampioenschap         | Goud | Zilver | Brons |
| --------------------- | ---- | ------ | ----- |
| NK Allround Afstanden | 1    | 2      | 1     |
| WK Junioren           | 1    | 0      | 1     |